# Mittelwerk GmbH

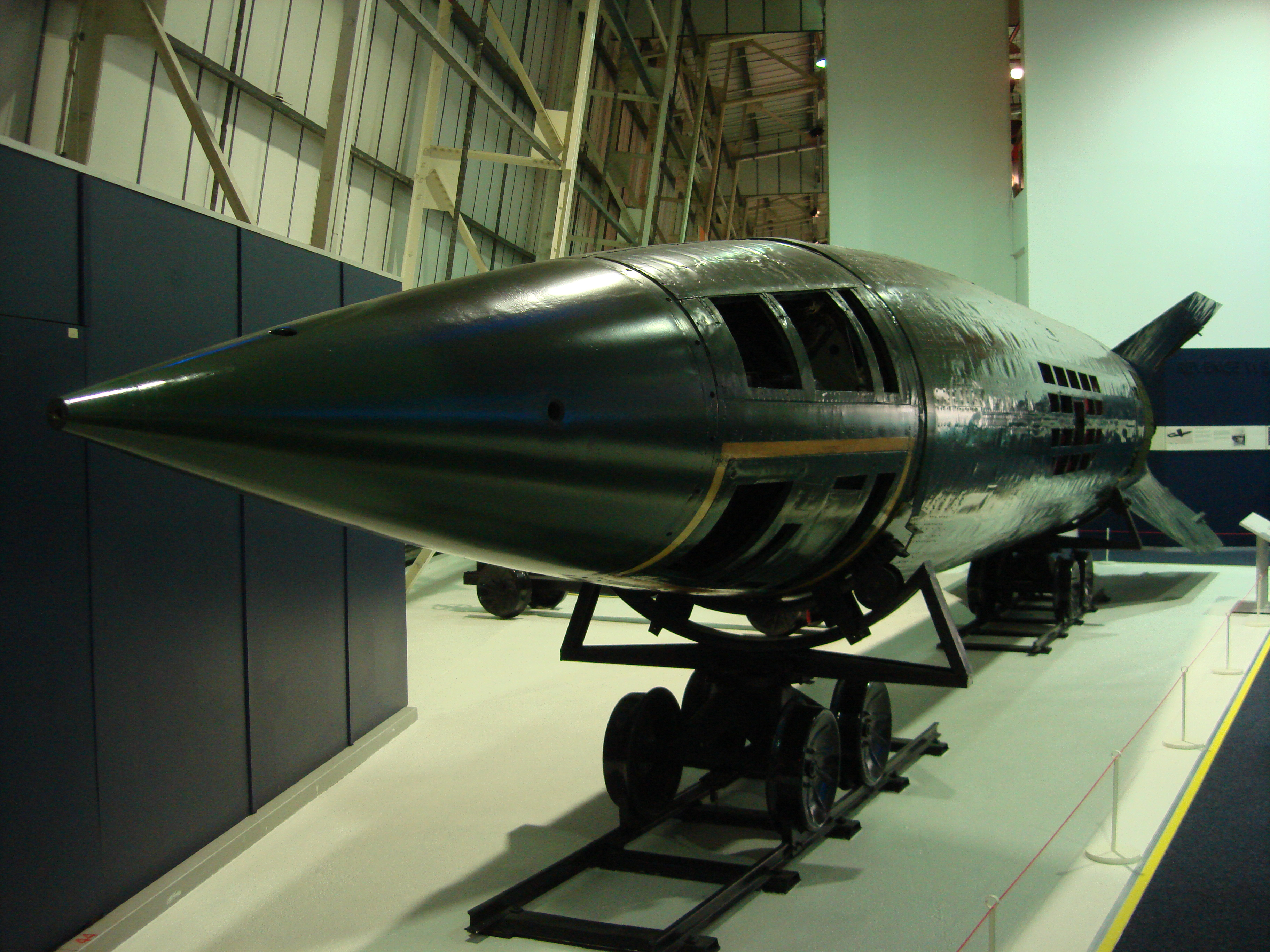
A4-Rakete (V2) des Mittelwerks im RAF-Museum in London

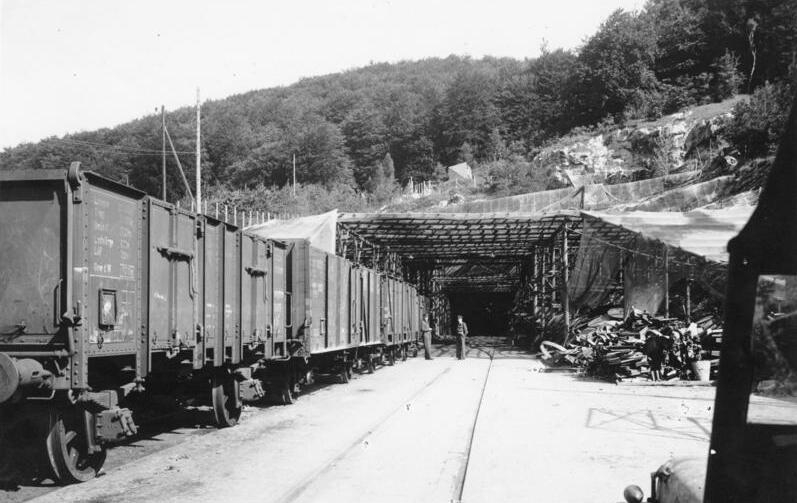
Kohnstein bei Niedersachswerfen – Fabrikationsanlage für die Produktion von Marschflugkörpern „V 1“ und Raketen „A 4/V 2“ nach der Einnahme durch die Alliierten, Güterwaggons vor Einfahrt zum Tunnel

Die deutsche Mittelwerk GmbH wurde zur Zeit des Nationalsozialismus während des Zweiten Weltkrieges am 21. September 1943 im Rüstungsministerium als staatliches sowie privatwirtschaftlich organisiertes Rüstungsunternehmen gegründet und bestand bis zum Kriegsende. An der Mittelwerk GmbH waren neben dem Rüstungsministerium auch das Heereswaffenamt und die SS beteiligt. Das Mittelwerk – auch Projekt Mittelbau – war zum Schutz vor Luftangriffen untertage-verlagert und befand sich am Südhang des Kohnsteins bei Niedersachswerfen am Harz. Im Mittelwerk wurden zunächst die als Vergeltungswaffe bezeichnete A4-Rakete (V2) gefertigt und ab Anfang 1945 auch die Fieseler Fi 103 (V1) produziert. Das Unternehmen griff von Beginn an auf den Einsatz von KZ-Häftlingen aus dem Buchenwalder KZ-Außenlager Dora zurück, das ab Ende August 1943 vor Ort bestand und zusammen mit weiteren Außenlagern im Oktober 1944 als KZ Mittelbau verselbstständigt wurde. Dadurch war es in hohem Maße an Konzentrationslager- und anderen NS-Verbrechen beteiligt.

## Vorgeschichte
Nach der „Operation Hydra“, dem ersten Luftangriff auf die Heeresversuchsanstalt Peenemünde durch die Royal Air Force (RAF) in der Nacht vom 17. auf den 18. August 1943, beschlossen Adolf Hitler, Rüstungsminister Albert Speer und der Reichsführer SS Heinrich Himmler die Errichtung des Arbeitslagers Dora, um die Raketenproduktion unter Tage zu verlagern. Als Produktionsstandort wurde eine von 1936 bis 1942 durch die Wirtschaftliche Forschungsgesellschaft (WiFO) erbaute Stollenanlage im Kohnstein bei Nordhausen ausgewählt. Die Anlage war ursprünglich als unterirdisches WiFo-Treibstoff- und Chemikalienlager für die Wehrmacht vorgesehen.

## Gründung der Mittelwerk GmbH

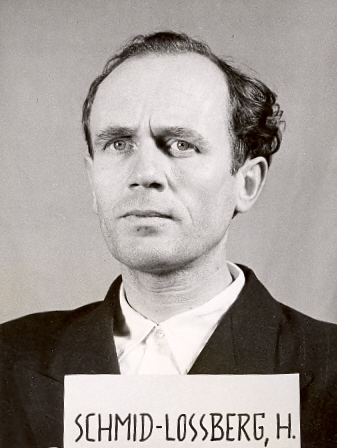
Heinz Schmid-Lossberg als Zeuge während der Nürnberger Prozesse

Nach Vorverhandlungen wurde die Gründung der Mittelwerk GmbH am 21. September 1943 unter der Federführung von Karl Maria Hettlage, der das Generalreferat für Wirtschaft und Finanzen im Rüstungsministerium leitete, gemeinsam mit weiteren Vertretern der am Raketenprogramm beteiligten Institutionen beschlossen. Mit dem Ausbau der vorhandenen Stollenanlage zur unterirdischen Raketenfabrik im Kohnstein wurde der Eigentümer der Anlage, die Wifo, beauftragt und der Mittelwerk GmbH die Raketenmontage übertragen. Am 24. September 1943 gründeten Heinz Schmid-Lossberg und Friedrich Schulte-Langforth von der Rüstungskontor GmbH mit Anteilen von gesamt 1.000.000 RM offiziell als Gesellschafter das Unternehmen Mittelwerk GmbH. Das Unternehmen mit Sitz in Berlin war ab dem 7. Oktober 1943 im Berliner Handelsregister eingetragen und nach dem Ausscheiden des Gesellschafters Schulte-Langforth am 11. Oktober 1943 ganz Konzerntochter der Rüstungskontor GmbH.
Vor Ort bezog die Mittelwerk GmbH nach einer Übergangsphase die ehemalige Klosterschule Ilfeld, die seit 1934 von einer „Nationalpolitischen Erziehungsanstalt“ (Napola) genutzt wurde. Weitere Räumlichkeiten wurden in der nahen Umgebung des Kohnsteins für die Verwaltung der Mittelwerk GmbH beschlagnahmt.

## Leitungsgremien der Mittelwerk GmbH

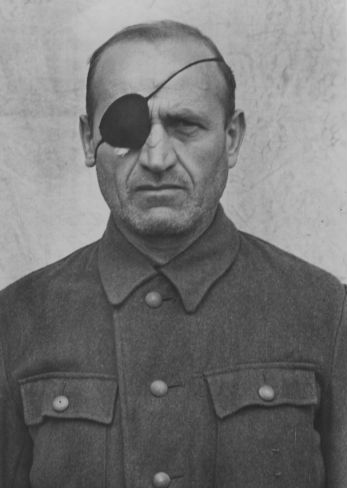
Otto Förschner, Lagerkommandant und Geschäftsführer der Mittelwerk GmbH, nach der Festnahme April/Mai 1945
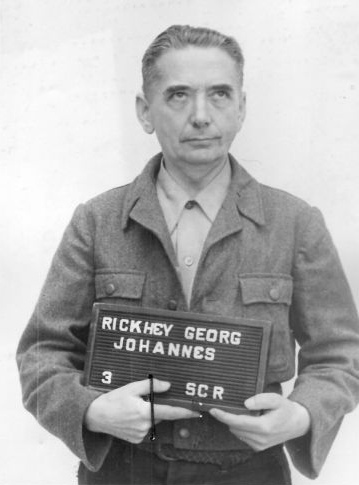
Georg Rickhey, Generaldirektor der Mittelwerk GmbH. Haftbogenfoto vom Juni 1947
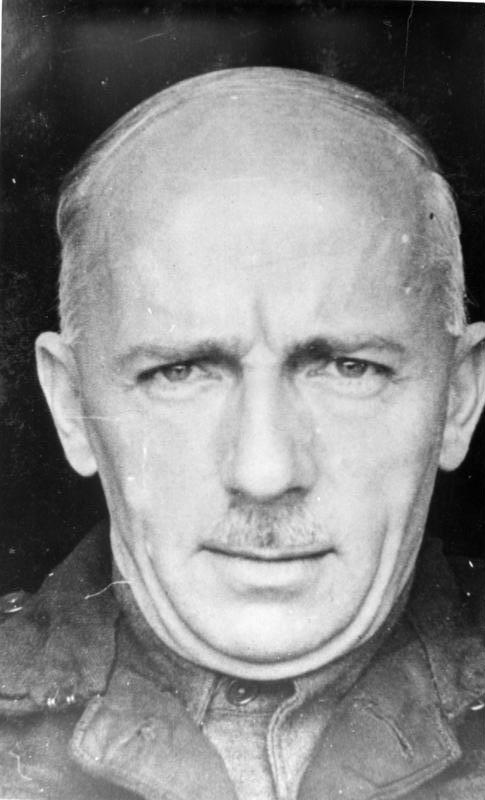
Walter Dornberger, Beiratsmitglied der Mittelwerk GmbH, nach der Festnahme 1945
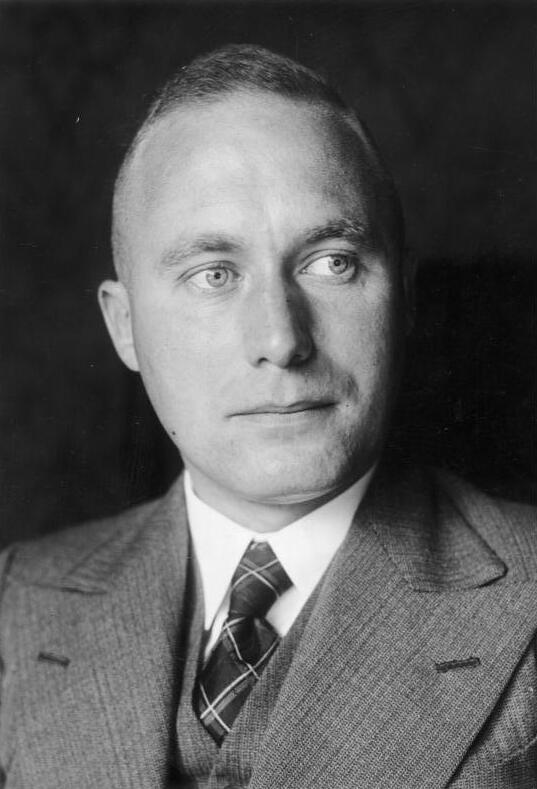
Karl Maria Hettlage, Beiratsmitglied der Mittelwerk GmbH, Aufnahme von 1934
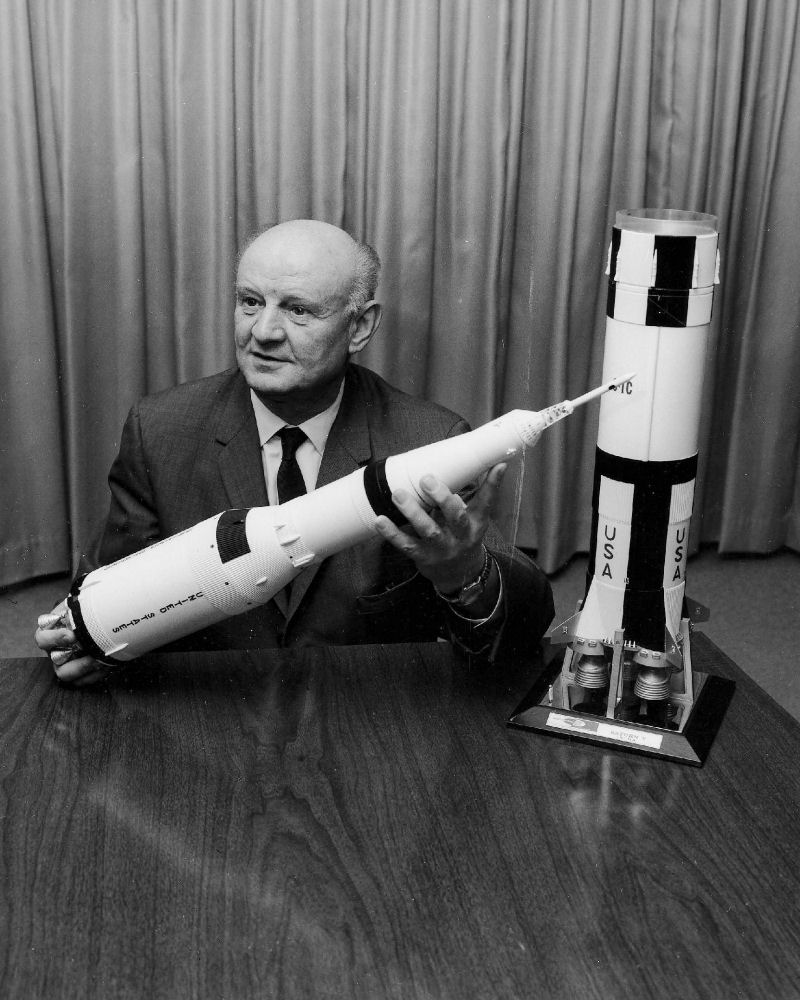
Arthur Rudolph, Betriebsdirektor der Mittelwerk GmbH, Aufnahme nach 1964 mit Saturn-V-Modell
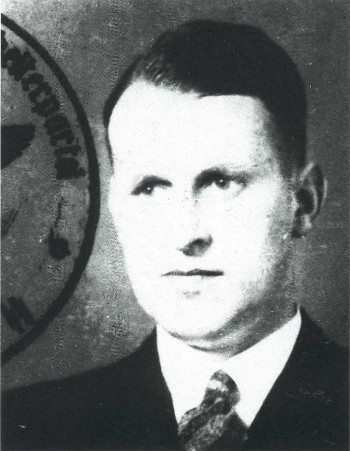
Hans Kammler, Beiratsmitglied der Mittelwerk GmbH

Geschäftsführer wurde am 24. September 1943 der Ingenieur Kurt Kettler, der zuvor Geschäftsführer bei der Borsig-Lokomotiv-Werke GmbH gewesen war. Sein Stellvertreter war der Lagerführer des Arbeitslagers Dora Otto Förschner, der als Vertreter der SS durch Hans Kammler und Oswald Pohl in den Vorstand des Unternehmens berufen wurde. Als dritter Geschäftsführer wurde im Dezember 1943 der Wehrwirtschaftsführer Otto Karl Bersch berufen, zuvor Geschäftsführer der Fahrzeug- und Motoren-Werke in Breslau.
Dem Beirat des Unternehmens stand Gerhard Degenkolb vor, der den A4-Ausschuss leitete. Sein Stellvertreter war Karl-Maria Hettlage, der Generalreferent des Rüstungsministeriums für Wirtschaft und Finanzen sowie Leiter der Rüstungskontor GmbH. Des Weiteren gehörten dem Beirat noch der Kommandeur der Heeresversuchsanstalt Peenemünde Walter Dornberger, der Leiter der Amtsgruppe C (Bau) des SS-Wirtschaftsverwaltungshauptamtes (WVHA) Hans Kammler sowie der Betriebsführer der Rüstungskontor GmbH Heinz Schmidt-Loßberg von der Berliner GmbH für Luftfahrtbedarf, an.
Im Frühjahr 1944 wurde die Mittelwerk GmbH aus betriebswirtschaftlichen Gründen restrukturiert. Zunächst wurde Georg Rickhey von den Berliner Demag-Fahrzeugwerken am 13. April 1944 Generaldirektor und zeitgleich Betriebsführer der Mittelwerk GmbH. Förschner wurde von seiner Funktion als Betriebsführer entbunden und war nun in der Position des Geschäftsführers als „Abwehrbeauftragter“ für die Überwachung der Sicherheits-, Arbeits- und Geheimhaltungsmaßnahmen für die Verhinderung von Sabotageakten zuständig. Zum 1. März 1945 schieden sowohl Förschner als auch Bersch offiziell aus der Geschäftsführung des Unternehmens aus. Kettler übernahm daraufhin Berschs Aufgaben und für Förschner wurde als neuer Abwehrbeauftragter der SS-Obersturmführer Schwohn eingesetzt.
Der Ingenieur Albin Sawatzki, welcher bereits seit Juli 1943 Leiter des „Arbeitsausschusses Serie“ des Sonderausschusses A4 war, wurde im September 1943 mit dem Ausbau des Treibstofflagers im Kohnstein zur unterirdischen Raketenfabrik beauftragt. Ab Mai 1944 war Sawatzki offiziell Betriebsdirektor der Planungsabteilung des Unternehmens und wurde noch im März 1945 zusätzlich Geschäftsführer der Mittelwerk GmbH. Weitere Betriebsdirektoren waren der für die A4-Montage zuständige Arthur Rudolph sowie Otto von Bovert, dem der Bereich „Armaturen, Versand und Bauwesen“ unterstand.

## Mittelbau-Dora und die Mittelwerk GmbH

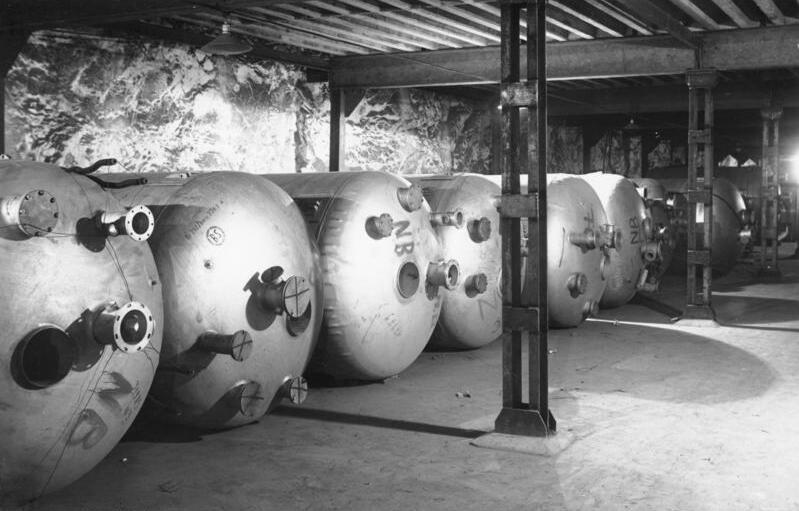
Kohnstein bei Niedersachswerfen. Fabrikationsanlage für die Produktion von Marschflugkörpern „V 1“ und Raketen „A 4/V 2“ nach der Einnahme durch die Alliierten, Treibstofftanks, 1.000 Gallonen (GB: N3800 bzw. US 4.500 l)

Das Außenlager Dora wurde am 28. August 1943 als Nebenlager des KZ Buchenwald am Kohnstein eingerichtet. Die ersten 107 Häftlinge wurden bereits am 28. August 1943 aus dem KZ Buchenwald nach Dora überstellt. Maschinen und Material wurden bis zum November 1943 aus der Heeresversuchsanstalt Peenemünde und den Wiener Rax-Werken in das Mittelwerk verlagert, zudem trafen aus den dortigen Versuchsproduktionen auch KZ-Häftlinge sowie der Großteil des deutschen Fachpersonals ein. Allein bis Ende 1943 wurden insgesamt 11.000 KZ-Häftlinge in das Außenlager Dora verbracht. Im Februar 1945, als bereits der verselbstständigte Lagerkomplex Mittelbau bestand, registrierte die Lager-SS 42.074 Häftlinge im Hauptlager Mittelbau und in seinen Außenlagern.
Zunächst waren die Häftlinge provisorisch in einem Zeltlager am Kohnstein untergebracht und später unter inhumanen Bedingungen in einem Schlafstollen des Kohnsteins. Erst im Sommer 1944 wurde das Häftlingslager südlich des Kohnsteins bezogen. Die Häftlinge mussten zunächst die Stollenanlage erweitern und danach zur unterirdischen Raketenfabrik ausbauen. Dieser Ausbau beinhaltete neben der Installation einer Heiz- und Belüftungsanlage auch den Aufbau einer Wasser- und Stromversorgung, der Maschinen sowie die Einrichtung der Werk- und Geschäftsräume. Bis die Raketenproduktion im Frühjahr 1944 voll anlief, starb etwa ein Drittel der Häftlinge an den inhumanen Versorgungs- und Lebensbedingungen. Zu diesem Zeitpunkt wurden qualifizierte Häftlinge aus anderen Konzentrationslagern nach Dora überstellt und die nicht mehr Arbeitsfähigen aus dem Außenlager Dora in andere neu errichtete Außenlager in der Region.
Aufgrund mangelnder Platzkapazitäten wurden aus dem Mittelwerk in der näheren Umgebung des Kohnsteins Außenstellen eingerichtet. Neben Verwaltungsstellen entstanden so Depots und dezentrale Instandsetzungsbetriebe für defekte A4-Raketen, so im Außenlager Kleinbodungen mit zwei Außenstellen sowie dem Außenlager Roßla mit einer Außenstelle, in denen KZ-Häftlinge Zwangsarbeit leisten mussten. Die zunehmende Bedeutung der stetig wachsenden Mittelwerk GmbH wurde auch durch Eingliederung weiterer Betriebe und den Ausbau des Außenlagers Dora zum KZ Mittelbau im Oktober 1944 deutlich. Im Schnitt waren etwa 5.000 Häftlinge des KZ Mittelbau bei der A4-Montage unter Aufsicht von circa 3.000 Zivilangestellten beschäftigt. Der Großteil der KZ-Häftlinge war beim Stollenausbau für die Unter-Tage-verlagerung weiterer Betriebe und dem Aufbau zusätzlicher Außenlager eingesetzt.

## Die Stollen im Kohnstein
Die vom Mittelwerk genutzten und weiter ausgebauten Stollenanlagen im Kohnstein bestehen aus den zwei Hauptstollen A und B, die in etwa in Nord-Süd-Richtung mit leichter S-Form in etwa 200 Metern Entfernung parallel zueinander durch den Kohnstein getrieben wurden. Der Hauptstollen A ist der östliche von beiden. Die Anlage war also von der Nordseite wie von der Südseite her mit je zwei Eingängen erschlossen. Beide Hauptstollen sind durch 42 Querstollen miteinander verbunden. Weitere Stollen befinden sich am Hauptstollen A in dessen südlichem Bereich. Von Norden her betrachtet wird der erste Bereich bis zum 19. Querstollen als Nordwerk bezeichnet. Daran schließt sich das Mittelwerk I an. Im Süden liegt das Mittelwerk II.

## Raketenproduktion des Mittelwerks

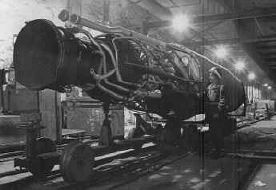
A4-Rakete im Mittelwerk. Aufnahme vom Juli 1945

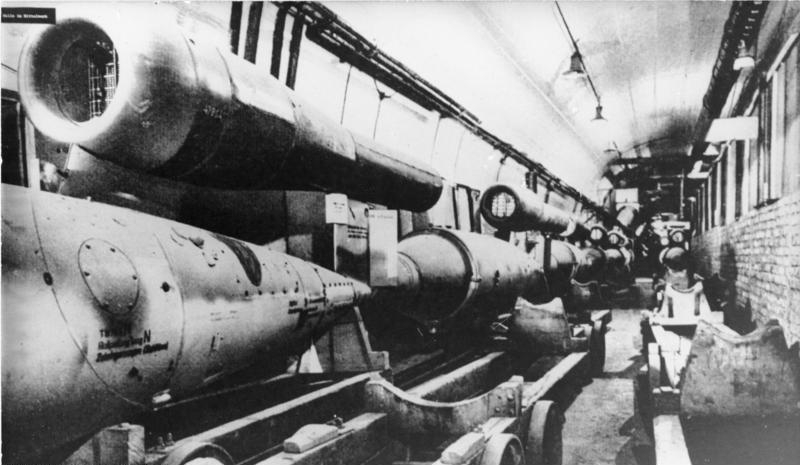
Montagestollen für die „V1“-Produktion (Reproduktion einer Aufnahme von 1945)

Zunächst war die Montage von 1.800 Raketen monatlich geplant, die bereits im November 1943 auf eine Stückzahl von 900 abgesenkt wurde. Ab Januar 1944 mussten KZ-Häftlinge unter Beaufsichtigung von deutschem Fachpersonal im Zweischichtbetrieb aus etwa 200 vorgefertigten Komponenten der Zulieferbetriebe A4-Raketen zusammenbauen. Aufgrund technischer und logistischer Probleme, Komponentenmangel sowie geminderter Produktivität durch entkräftete Häftlinge wurde die angepeilte Stückzahl von monatlich 900 Raketen jedoch nie erreicht. Auch aufgrund von Sabotage seitens der Häftlinge war ein Teil der produzierten Raketen nicht funktionsfähig. Am 8. Januar erließ die Direktion der Mittelwerk GmbH daher eine geheime Anweisung an das deutsche Fachpersonal, nachdem jeder offenkundig gewordene Sabotageakt unverzüglich anzuzeigen sei. Während des Bestehens des Mittelwerkes wurden insgesamt 200 Häftlinge aufgrund von Sabotagevorwürfen erhängt. Zudem kamen dem Projekt nicht dienliche politische und militärstrategische Entscheidungen hinzu. So musste auf Intervention des Rüstungsministeriums die Mittelwerk GmbH im April 1944 den nördlichen Teil der Stollenanlage der Junkers Flugzeug- und Motorenwerke AG überlassen. Die Junkers-Werke ließen dort ab Mitte 1944 durch Zwangsarbeiter Strahltriebwerke produzieren. Dies führte bei der Montage der A4-Raketen Mitte 1944 zu einem dramatischen Produktionseinbruch. Zudem ordnete Hitler im Juni 1944 an, die Fertigung der V2 zugunsten der V1 zu reduzieren. Diese Anordnung wurde im August 1944 zurückgenommen, nachdem der Beschuss Londons durch die V1 nicht die erwartete kriegsentscheidende Wirkung zeigte. Ab Sommer 1944 wurden auch immer mehr Zulieferbetriebe zum Schutz gegen Luftangriffe in den Kohnstein verlegt. Zudem wurden zwischen Frühjahr und Herbst 1944 zivil gekleidete Angehörige der SS Werfer-Abteilung 500 in den V2-Fertigungsanlagen für ihren späteren Dienst in dieser Abschusseinheit ausgebildet.
Ab Januar 1945 wurde schließlich auch die V1 durch die Mittelwerk GmbH im Kohnstein produziert. In Relation zur V2-Produktion war die Fertigung der V1 im Mittelwerk jedoch eher unbedeutend, da die V1 im Gegensatz zur V2 an mehreren Standorten gefertigt wurde. Des Weiteren ließ Heinkel seinen „Volksjäger“ Heinkel He 162 durch die Mittelwerk GmbH ab Herbst 1944 fertigen. Weitere Projekte konnte die bereits voll ausgelastete Mittelwerk GmbH nicht mehr realisieren. Aufträge zur Produktion der Flugabwehrraketen „Taifun“ und „R4M“ kamen über die Testphase nicht mehr hinaus. Bis zur kriegsbedingten Einstellung der Raketenproduktion Ende März 1945 wurden insgesamt etwa 6.000 V1-Raketen und ungefähr die gleiche Anzahl an V2-Waffen gefertigt. Aufgrund der kriegsbedingten Lage, fehlender Transportmöglichkeiten, Komponentenmangel, technischer Probleme und der immer geringer werdenden Treibstoffvorräte und Stromkapazitäten wurde die Raketenproduktion im März 1945 eingestellt.

## Produktion von Strahltriebwerken im Nordwerk

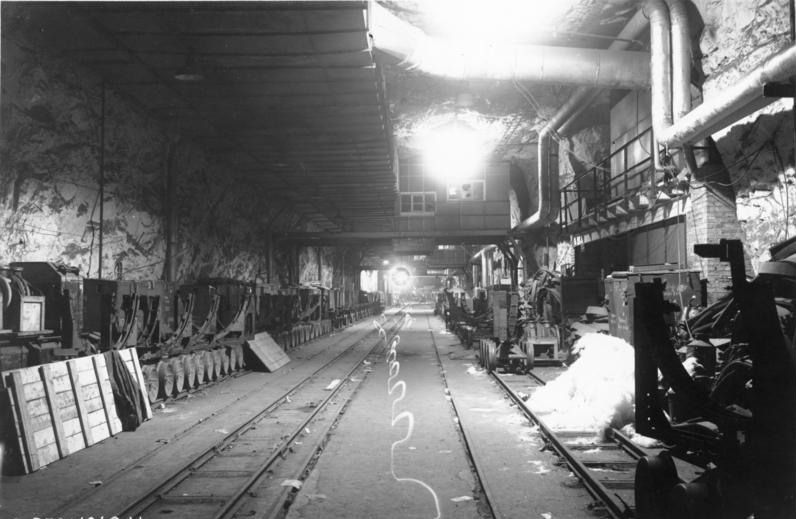
A-Stollen, Blick zum Nordostausgang. Der Stollen ist teilweise zweigeschossig ausgebaut, über die Normalspurgleise hatte man hier zwei Schmalspurgeleise angelegt

Die im Norden des Mittelwerks vom B-Stollen ausgehenden Kammern 1–16 bildeten das Nordwerk. Diese Kammern waren zum Stollen hin völlig vermauert; sie enthielten im Innern einzelne Gebäude. Hier wurden von den Junkers Flugzeug- und Motorenwerke die Junkers Jumo 004 – Strahltriebwerke für die Messerschmitt Me 262 und die Arado Ar 234 hergestellt.
Mit der Gründung des Jägerstabs am 1. März 1944 begann die Untertageverlagerung der deutschen Flugzeug- und Flugmotorenproduktion. Einer der wichtigsten Standorte sollte das Nordwerk werden, dessen Zugang von Nordosten her erfolgte. Die Produktion begann im Oktober 1944, wobei einige Teile in der Untertagefabrik, andere von Subunternehmen hergestellt wurden. Das Nordwerk produzierte in der Folge ein Drittel aller deutschen Strahltriebwerke, allein im März 1945 815 Triebwerke. In den sechs Monaten der Produktion wurden 1.955 Jumo 004 hergestellt. Sieben weitere Fabriken für die Flugzeug- und Triebwerkproduktion waren geplant, wofür das Stollensystem B 12 im Norden geplant und in Teilen auch bereits fertiggestellt war. Die Wölbstollen von B 12 waren im Gegensatz zu den Mittelwerkstollen und -Kammern vollständig ausbetoniert und von der Sprengung des Jahres 1946 nicht berührt. Ihr Zugang (nordöstlicher A-Stollen) ist zwischen 1999 und 2002 im Zuge des Anhydritabbaus von der „FBM Baustoffwerk Wildgruber GmbH & Co Anhydritwerke KG“ mit Abraum überschüttet und damit vollständig verschlossen worden.

## Ende des Mittelwerks

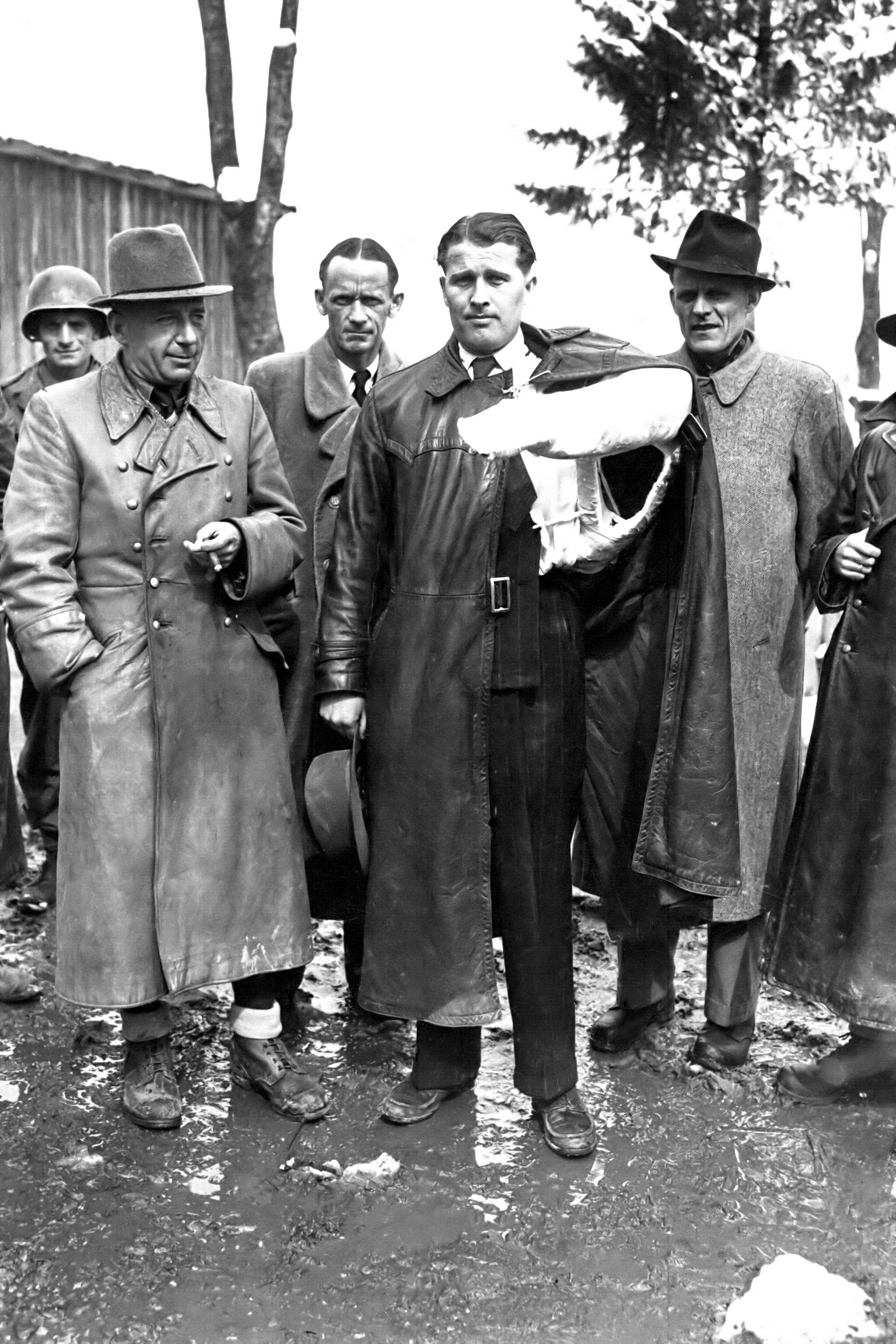
Walter Dornberger, Herbert Axster, Wernher von Braun und Hans Lindenberg (v. l.) am 3. Mai 1945, nachdem sie sich den US-Truppen gestellt hatten

Den Alliierten war die Existenz des Mittelwerks spätestens seit Ende 1944 bekannt. Eine Bombardierung des untertage gelegenen Mittelwerks, dessen Stollenzugänge zudem mit Tarnnetzen und durch Militär gesichert waren, erschien den Alliierten zwecklos. Daher konzentrierten sich die alliierten Luftangriffe auf logistische Ziele wie Bahnlinien und die außerhalb des Kohnsteins gelegenen Zulieferbetriebe, um die Raketenmontage im Mittelwerk zu beeinträchtigen. Nach zwei schweren Luftangriffen auf Nordhausen am 3. und 4. April 1945 wurden die Häftlinge des Mittelbau-Lagerkomplexes durch die SS-Wachmannschaften unter anderem in das KZ Bergen-Belsen auf Todesmärschen „evakuiert“. Am 4. April 1945 wurden zudem etwa 13 Tonnen Akten und Forschungsdokumente über V-Waffen in Erzschächte der Grube Georg-Friedrich bei Dörnten ausgelagert, wo sie später trotzdem, noch vor dem Einmarsch britischer Truppen, von den Amerikanern sichergestellt wurden.

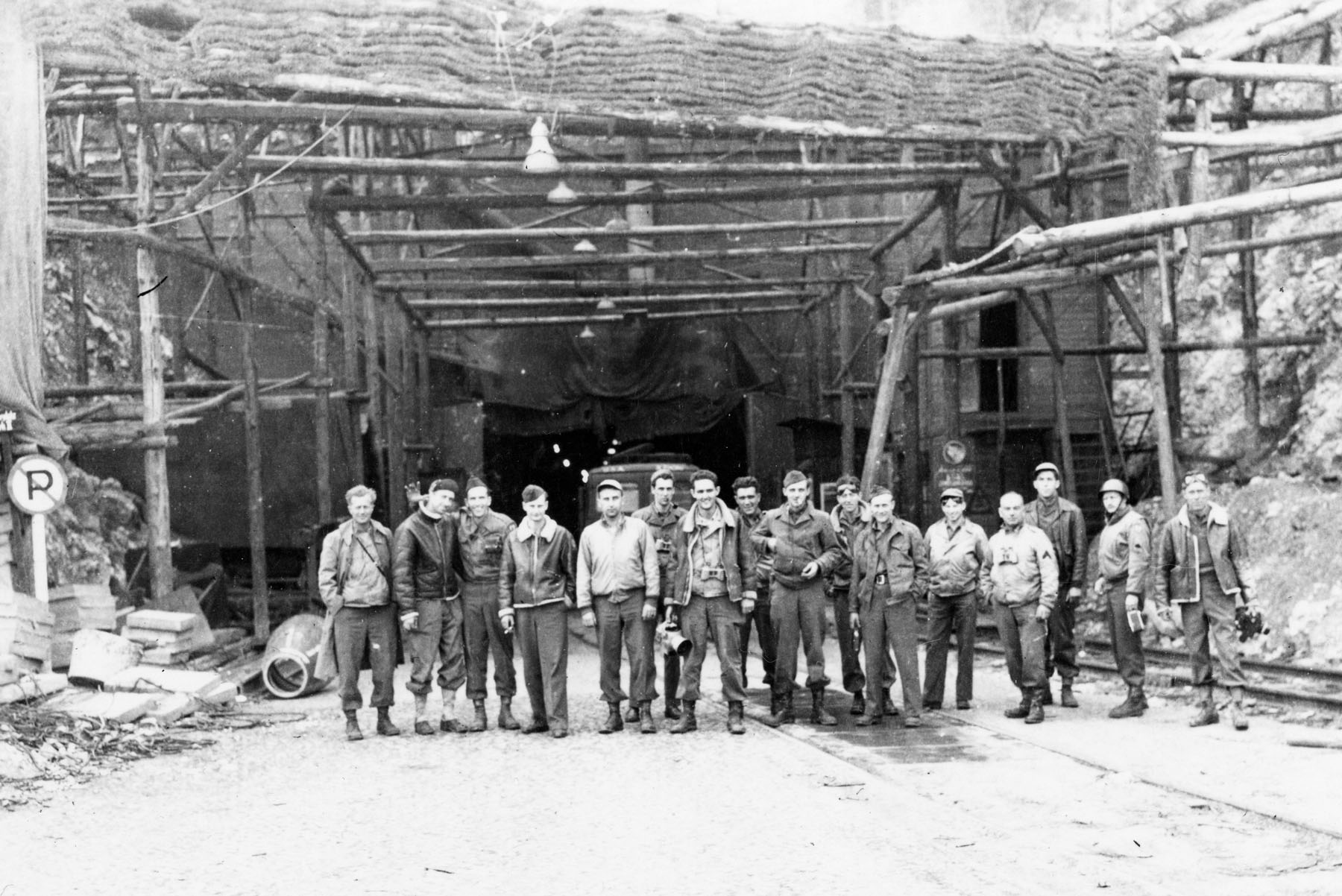
Angehörige der US Air Force während einer Besichtigung des Mittelwerks

Die Techniker und Ingenieure der Mittelwerk GmbH wurden nach Bayern und Österreich evakuiert. Dort ergaben sie sich den Westalliierten, so auch der führende Raketenspezialist Wernher von Braun. Viele der Raketenspezialisten wurden danach im Rahmen der Operation Overcast für die amerikanische Raketenforschung rekrutiert und in die USA verbracht. Nach der Befreiung des KZ Mittelbau am 11. April 1945 sicherten britische und amerikanische Spezialeinheiten Material und Maschinen aus dem Mittelwerk. Nachdem die Amerikaner am 1. Juli 1945 Thüringen an die sowjetische Militärverwaltung übergeben hatten, demontierten Angehörige der Roten Armee die verbliebenen Maschinen und Material des Mittelwerks und der Zulieferbetriebe und verbrachten diese in die Sowjetunion. Festgenommene deutsche Ingenieure rekonstruierten im Auftrag der sowjetischen Behörden bereits im Sommer 1945 die A4.

## Bilanz und Erinnerung

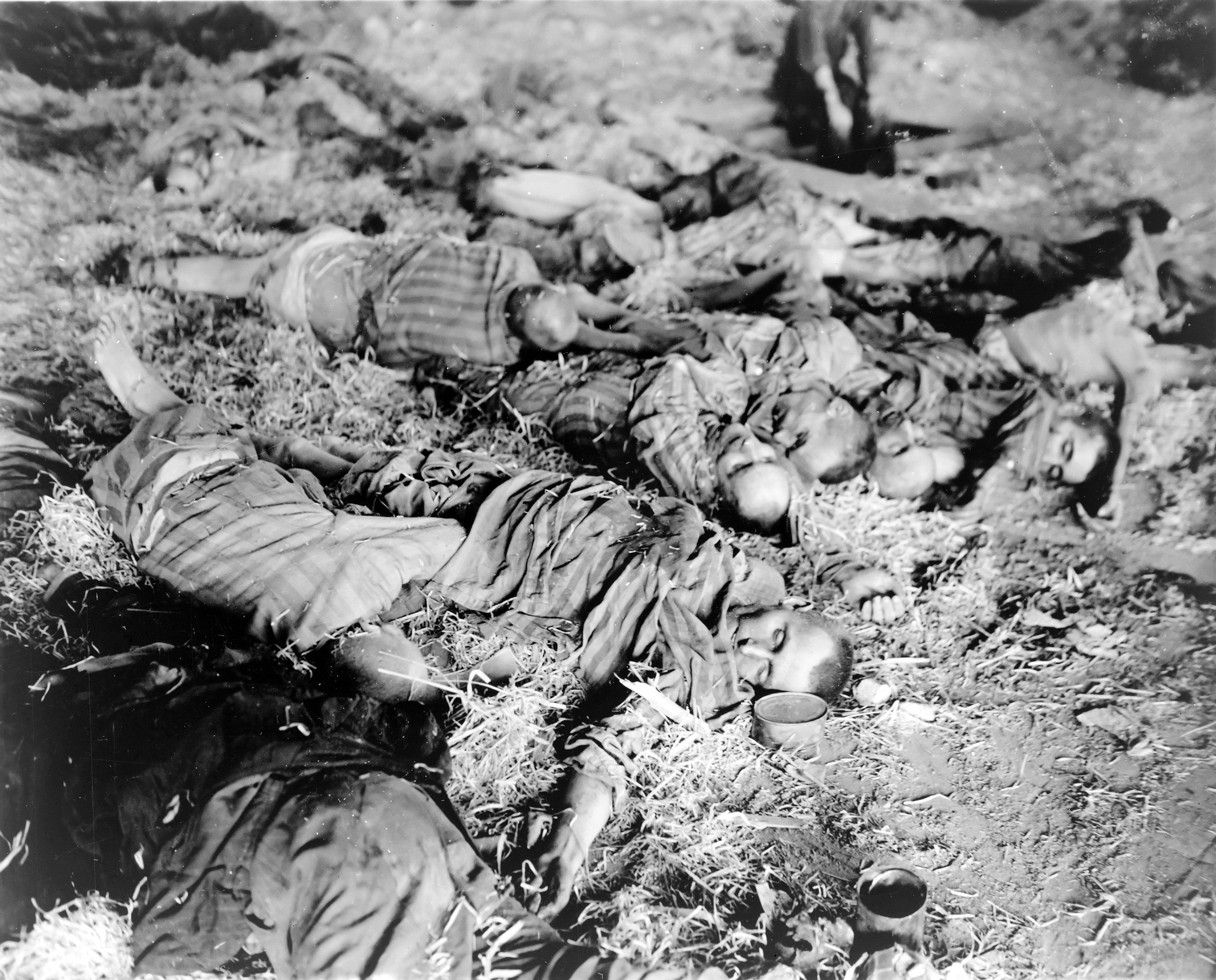
Leichen von KZ-Arbeitern am Boden, Baracke Dora-Mittelbau, 11. April 1945

Mindestens 20.000 Häftlinge starben durch das Projekt Mittelwerk an den unmenschlichen Lebens- und Arbeitsbedingungen, Krankheiten sowie Misshandlungen. Der moderne Rüstungskomplex wurde nie fertiggestellt, da die Stollenanlage nicht annähernd die geplante Gesamtfläche von 750.000 m² erreichte. Nur ein kleiner Teil der Mittelbau-Häftlinge war in der Rüstungsproduktion eingesetzt, der Großteil war im Stollenvortrieb und auf Baustellen tätig. Die Vergeltungswaffen erbrachten auch nicht die gewünschte kriegsentscheidende Wende. Zudem wurden vorgegebene Stückzahlen aufgrund technischer und logistischer Probleme nie erreicht. Der noch Anfang 1945 ausgearbeitete Plan, ein riesiges Raketenzentrum im Kohnstein zu etablieren, in dem etwa 30 Unternehmen der Raketenforschung als „Entwicklungsgemeinschaft Mittelbau“ tätig sein sollten, konnte kriegsbedingt nicht mehr umgesetzt werden und blieb daher eine Illusion.
Der Einsatz der Waffe forderte insgesamt etwa 8.000 Opfer, hauptsächlich in der Zivilbevölkerung. Die V2 war somit die einzige Waffe, deren Produktion mehr Opfer forderte als ihr Einsatz. „Das Hauptprodukt des Mittelbau-Projektes“, so der Historiker Jens-Christian Wagner, der die KZ-Gedenkstätte Mittelbau-Dora von 2001 bis 2014 leitete, „war der Tod“. Einziger Ingenieur der „V-Waffenproduktion“ und Vertreter der Mittelwerk GmbH, der je vor Gericht gestellt wurde, war der Demag-Geschäftsführer und Generaldirektor der Mittelwerk GmbH Georg Rickhey. Rickhey wurde 1947 im Dachauer Dora-Prozess angeklagt und freigesprochen, obwohl während des Prozesses der mitangeklagte ehemalige Funktionshäftling Josef Kilian ausgesagt hatte, dass Rickhey bei einer besonders brutal inszenierten Massenstrangulation von 30 Häftlingen am 21. März 1945 im KZ Mittelbau-Dora anwesend gewesen war.
Auf einem Teil des ehemaligen Werks- und KZ-Geländes am Kohnstein, das zum Gebiet der Stadt Nordhausen zählt, befindet sich heute die KZ-Gedenkstätte Mittelbau-Dora, die seit dem Jahr 2000 zusammen mit der Gedenkstätte Buchenwald zur Stiftung Gedenkstätten Buchenwald und Mittelbau-Dora gehört. Sie informiert über die Geschichte des historischen Ortes.

## Dokumentation der unterirdischen Anlagen des Mittelwerks

Bergung eines V2-Aggregats aus Kammer 27 von Mittelbau-Dora
Vermessung des Prüfstandes in Kammer 41 von Mittelbau-Dora.
Blick von unten in die Öffnung für die Gerätekammer der Raketenspitze
Vermessungsgrafik des Prüfstandes in Kammer 41
3d-Rekonstruktion des Prüfstandes
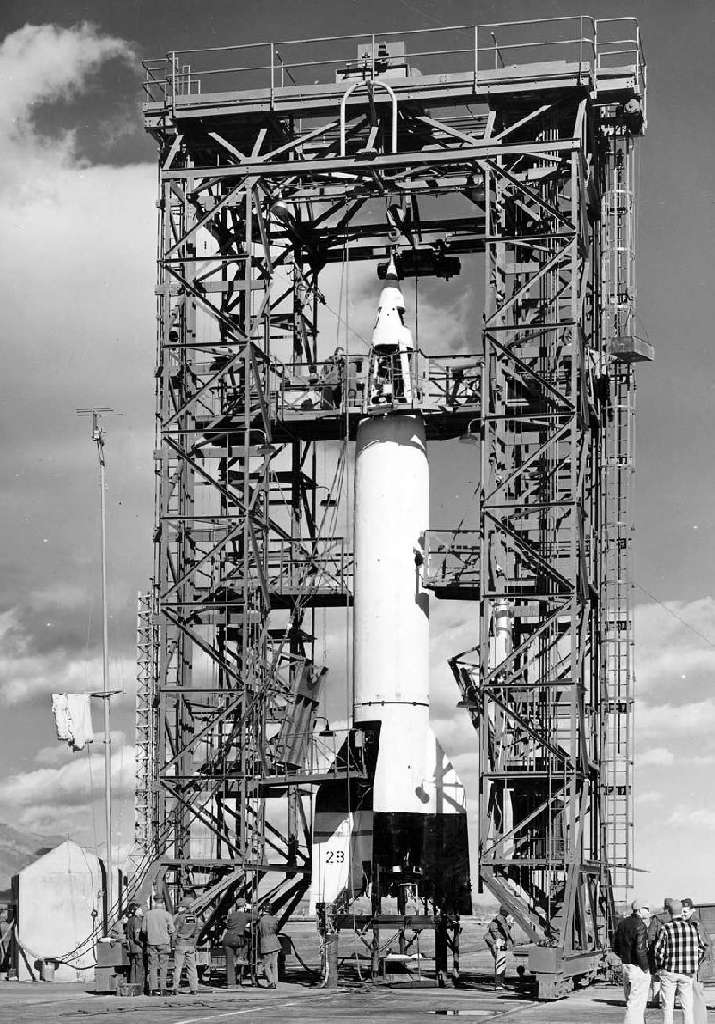
Der 1946 errichtete „Gantry Crane“ von White Sands, New Mexico
Kammer 44 (Ex-Schlafstollen), Volkswagenwerk V1, Zustand 1994
Vermessungsplan der unterirdischen Anlagen
3d-Rekonstruktion des Kohnsteins mit Tunneleingängen und Konzentrationslager
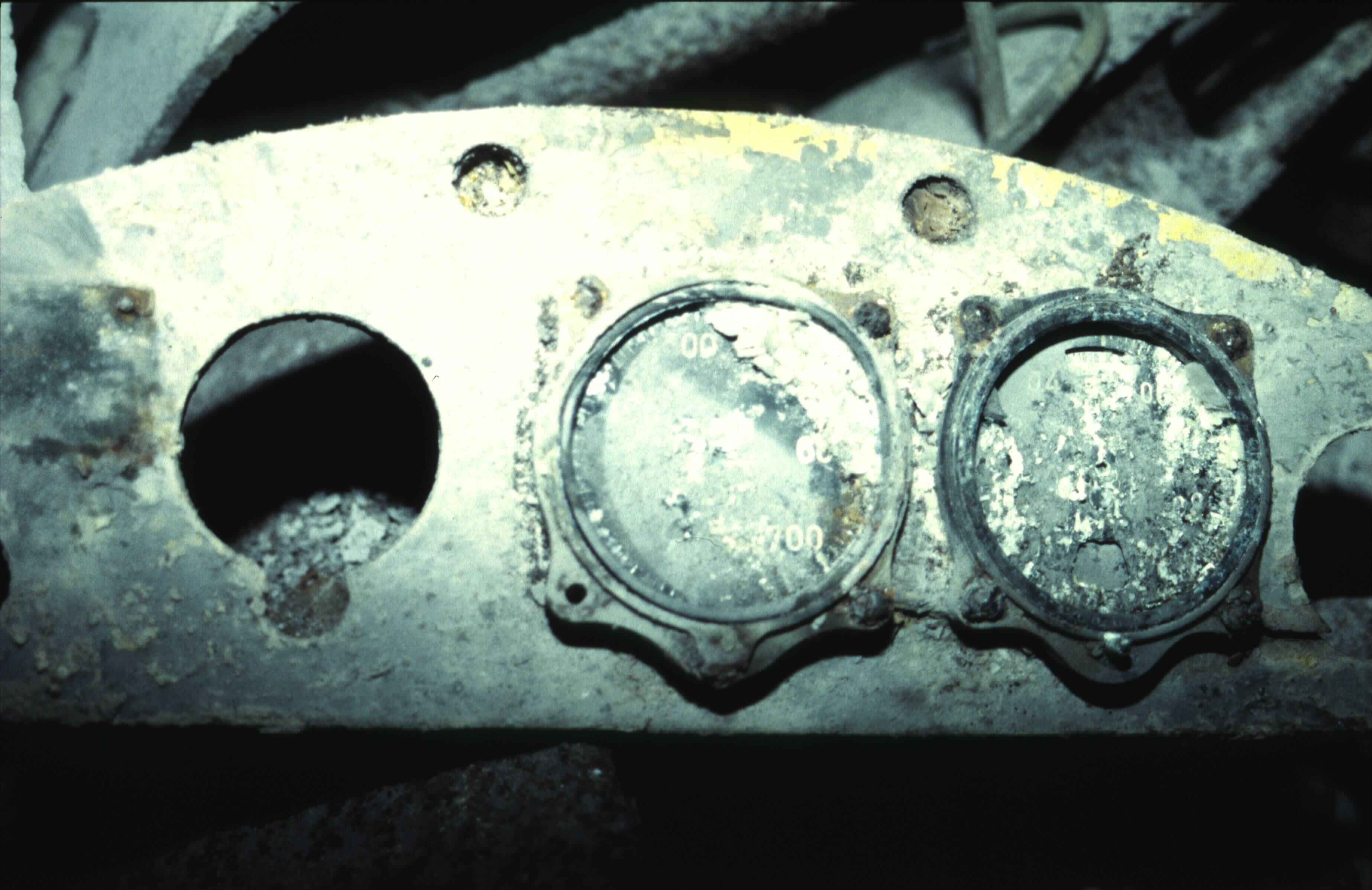
In Kammer 45 aufgefundenes Instrumentenbrett (Armatur), vermutlich eines Reichenberg–Geräts

Nach Voruntersuchungen ab dem Jahre 1992 dokumentierte der Archäologe Willi Kramer (Archäologisches Landesamt Schleswig-Holstein) in den Monaten Januar–März 1998 mit einer Arbeitsgruppe die Kammern und Stollen des Mittelwerks. Das von der Gedenkstätte Mittelbau-Dora und dem Landesamt für Denkmalpflege Thüringens beauftragte Vorhaben sollte die Räumlichkeiten vermessen, Architekturen aufzeichnen und die Überreste der Produktion dokumentieren. Dabei konnten auch die seit der Nachkriegszeit unter Wasser befindlichen Strukturen und Baubefunde taucherisch erfasst werden. Dem Team gehörte auch der polnische Archäologe Robert Domzal an.
Im Verlauf der Arbeiten wurde ein vollständiges Triebwerk einer V2-Rakete für das Deutsche Technikmuseum Berlin aus Kammer 27 (Triebwerksmontage) geborgen, wo es unter Wasser ausgezeichnet erhalten geblieben war. Taucherisch ergaben sich Einblicke in die 16 Meter hohe Kammer 41, die 10 Meter tief mit Grundwasser vollgelaufen war. In dieser unter für die Häftlinge fürchterlichen Umständen in die normale Sohle des Mittelwerks (210 mNN) abgetieften Kammer waren jeweils 8 Raketen aufrecht stehend hinsichtlich ihrer Steuerungselektrik durchgeprüft worden. Dieser Vorgang geschah dreimal am Tag.
Von den 100 im Rahmen der Operation Paperclip in die USA verbrachten V2-Raketen starteten von 1946 bis 1951 insgesamt 68 von einem Portalkran (Gantry Crane). Die seit 1978 unter Denkmalschutz stehende Stahlkonstruktion auf der White Sands V-2 Launching Site (Complex 33) New Mexico,
war bis in Details dem Prüfbauwerk von Kammer 41 nachkonstruiert worden.
Während der Arbeiten wurden täglich die Aktionen von Plünderern erkannt, die sich durch Nebeneingänge Zutritt verschafft hatten. Die gestohlenen Objekte, darunter Tragflächen und Rumpfsegmente der V1-Produktion sowie Spanten und Halbfabrikate der V2 wurden an Sammler verkauft, ein „bizarrer, aber millionenschwerer Markt“. Willi Kramer schätzt, dass von 1990 bis zur Schließung aller Zugänge (mit Ausnahme des Besucherstollens) im Jahre 2021 bis zu 70 Tonnen Produktionsgegenstände gestohlen wurden.
Bei den Dokumentationsarbeiten entdeckte man in Kammer 45 (Ex-Schlafstollen, V1-Produktion des Volkswagenwerks) ein Instrumentenbrett, das der Dimension nach für ein Reichenberg–Gerät bestimmt war. Offenbar war das Mittelwerk auch an der Produktion dieser Fluggeräte beteiligt.